# Потінгань
Потінгань, Потінгані (рум. Potingani) — село у повіті Хунедоара в Румунії. Адміністративно підпорядковане місту Брад.
Село розташоване на відстані 321 км на північний захід від Бухареста, 36 км на північ від Деви, 86 км на південний захід від Клуж-Напоки, 133 км на схід від Тімішоари.

## Населення
За даними перепису населення 2002 року у селі проживали 33 особи, усі — румуни. Усі жителі села рідною мовою назвали румунську.